# Lumina infernului
Lumina infernului  (în  engleză Prey for the Devil) este un film american de groază supranatural din 2022, regizat de Daniel Stamm, cu Jacqueline Byers, Colin Salmon, Christian Navarro, Lisa Palfrey, Nicholas Ralph, Virginia Madsen și Ben Cross în rolurile principale.
Filmul este despre o călugăriță care se antrenează ca exorcist în cadrul Bisericii Romano-Catolice și se confruntă cu posesiuni demonici.
Lionsgate a distribuit Lumina infernului în cinematografele din Statele Unite și Canada la 28 octombrie 2022. A primit recenzii negative din partea criticilor.